# Táplánszentkereszt
Táplánszentkereszt is een plaats (község) en gemeente in het Hongaarse comitaat Vas. Táplánszentkereszt telt 2424 inwoners (2001).